# Fundación La Fuente
Fundación La Fuente es una institución chilena fundada en el año 2000 cuyo objetivo es crear e implementar programas y proyectos culturales de fomento a la lectura. Entre sus proyectos se encuentra la cadena de Biblioteca Viva en los centros comerciales de la empresa Mall Plaza. 

## Historia
Es fundada el año 2000 por Verónica Abud y su familia con el fin de implementar iniciativa culturales y educacionales. Comienzan con la Biblioteca Viva pero han sumado los siguientes proyectos:
- Viva Leer Concurso público junto a empresa Copec, mediante Ley de donaciones culturales, para financiar bibliotecas públicas.
- Bibliomóvil: Implementación de vehículos como bibliotecas para recorrer sectores rurales del sur de Chile, específicamente la región del Bio-Bio
- Y además realizan labores de Restauración e implementación de bibliotecas públicas a lo largo de Chile.

## Reconocimientos
- 2004 Premio AMCHAM (Cámara de Comercio Norteamericana) al Buen Ciudadano Empresarial, por el proyecto “Bibliomóviles, comuna Cerro Navia”. En conjunto con Fundación Citigroup.
- 2005 Premio Consejo de Monumentos Nacionales, Provincia de Osorno, por el proyecto “Recuperación de fachadas y casas, comuna de Puerto Octay” y Premio AMCHAM (Cámara de Comercio Norteamericana) al Buen Ciudadano Empresarial, por el proyecto “Educación financiera, Comuna de La Pintana”. En conjunto con Fundación Citigroup.
- 2006 Premio Ciudad – Fundación Futuro por el proyecto “Biblioteca Viva”.
- 2007 Premio Avonni, por el proyecto “Biblioteca Viva”, en reconocimiento a la innovación en el área pública.
- 2008 Premio E – Waste Recycla, por “Campaña de La Naturaleza, 2008” en Biblioteca Viva.
- 2009 Premio Cámara Chilena del Libro en la Categoría Fomento de la Lectura.
- 2010 Sello Bicentenario del gobierno de Chile para Biblioteca Viva.
- 2013 Premio a la trayectoria y aporte al fomento de la lectura, otorgado por la Ilustre Municipalidad de Providencia.
- 2014 Premio Alonso de Ercilla, otorgado por la Academia Chilena de la Lengua por contribuir a la difusión de la literatura chilena.

Membresías
- Fundación La Fuente es miembro institucional de IFLA (Federación Internacional de Asociaciones de Bibliotecas, por sus siglas en inglés).
- El programa CLM® ha sido reconocido por The Center of The Book, Library of Congress, Washington.
- Biblioteca Viva ha sido reconocida por el Sello Bicentenario, Gobierno de Chile.